# Tutong (jazyk)
Tutong (nazývaný též tutong 2) je jeden z mnoha domorodých jazyků ostrova Borneo. Je spojen s národem Tutongů, kteří tvoří většinu obyvatel v distriktu Tutong v Bruneji.
Počet mluvčích jazyka Tutong sice klesá, ale existují programy na jeho ochranu a vyučuje se na Brunejské univerzitě (Universiti Brunei Darussalam).
Jazyk tutong byl silně ovlivněn malajštinou, brunejskou malajštinou i angličtinou. Nejbližším jazykem k jazyku tutong je belait, se kterým sdílí 54% slov.
Jazyk tutong patří do velké jazykové rodiny austronéských jazyků, v rámci kterých se řadí pod malajsko-polynéské jazyky, v rámci kterých se řadí do podskupin severních bornejských jazyků a severních sarawanských jazyků.